# Mato Damjanović
Mato Damjanović (Đeletovci, 23. ožujka 1927. – Zagreb, 12. veljače 2011.), hrvatski šahist, velemajstor od 1964. Pobjednik mnogih turnira, sudionik šahovske olimpijade 1960. (brončana medalja) i EP 1965. (srebrna medalja).

## Zanimljivosti
Sudjelovao je u najmasovnijoj simultanci za Guinessovu knjigu rekorda koja je održana 1966. u Havani nakon olimpijade. Svi sudionici olimpijade protiv kubanskih šahista igrali su na 6840 ploča.

## Vanjske poveznice
- Velemajstor Mato Damjanović preminuo igrajući šah